# ویلیام کمبل پرستون برکنریج
ویلیام کمبل پرستون برکنریج (William Campbell Preston Breckinridge)‏ (۲۸ اوت ۱۸۳۷–۱۸ نوامبر ۱۹۰۴)، حقوقدان و سیاستمدار دموکرات از کنتاکی و از سال ۱۸۸۵ تا ۱۸۸۹۵ و عضو مجلس نمایندگان ایالات متحده بود. او عضو کوچک خانوادهٔ سیاسی برکنریج بود: نوهٔ سناتور جان برکینریج و اولین پسر عموی جان سی. برکینریج معاون رئیس‌جمهور بود.

## زندگی‌نامه

### اوایل زندگی و تحصیلات
ویلیام برکنریج پسر رابرت جفرسون برکنریج وزیر و آموزگار سرشناس کنتاکی و سیاست‌مدار اتحادیه‌گرا، در شهر بالتیمور ایالت مریلند به‌دنیا آمد. مادرش آن سوفرونیسبا پرستون پیشین بود. برکنریج عمدتاً در پنسیلوانیا جاییکه پدرش رئیس کالج جفرسون بود، بزرگ شد.
برکنریج در سال ۱۸۵۵ از سنتر کالج واقع دنویل ایالت کنتاکی فارغ شد. بعداً مدت یکسال در رشته پزشکی تحصیل نمود اما سپس به تحصیل در رشته حقوق تغییر رشته داد. در سال ۱۸۵۷ مدرک دکتری حرفه‌ای حقوق یا جی‌دی را از دانشگاه لوئیزویل به‌دست‌آورد. با هدف پیشبرد وکالت به شهر لکسینگتون ایالت کنتاکی برگشت. در این زمان با لوکرتیا کلی نوهٔ هنری کلی ازدواج کرد. هنری کلی در سال ۱۸۶۰ فوت نمود.

### جنگ داخلی
ویلیام برخلاف موضع اتحادیه‌گرایی پدرش (برکنریج بزرگ از انتخاب لینکلن حمایت کرد)، در سال ۱۸۶۱ وارد ارتش ایالات مؤتلفه یا کنفدراسیون شد و به‌عنوان کاپیتان به خدمت نظامی منصوب شد. برکنریج در سواره نظام تحت فرماندهی جان هانت مورگان خدمت کرد. برکنریج در پایان جنگ سرهنگ سواره نظام نهم کنتاکی بود. همچنین به عنوان نگهبان جفرسون دیویس در جریان پرواز از ریچموند خدمت نمود.
برکنریج بعد از جنگ شهر لکسینگتون، به ایالت کنتاکی برگشت و در آنجا وکالت خود را از سر گرفت و در دانشگاه به تدریس علم حقوق (رویهٔ قضائی) پرداخت.

### پس از جنگ داخلی
برکنریج از سال ۱۸۶۶ تا سال ۱۸۶۸ به‌عنوان سردبیر روزنامهٔ آبزرور و ریپورتر لکسینگتون خدمت کرد. در سال ۱۸۶۹ برای پُست دادستانی شهرستان کاندیدا شد اما شکست خورد و این شکست تا حد زیادی به دلیل حمایت او از مجاز شمردن شهادت آمریکایی‌های آفریقایی‌تبار در دادگاه‌ها بود. در سال ۱۸۸۴ به‌عنوان نماینده دموکرات در مجلس نمایندگان ایالات متحده انتخاب شد و چار مرتبه مجدداً انتخاب شد که از سال ۱۸۸۵ تا سال ۱۸۹۵ خدمت کرد.
برکنریج سال‌های بعدی با ایسا دشا ازدواج نمود. پس از مرگ ایسا دشا در سال ۱۸۹۲ با لئوس وینگ ازدواج نمود.
در سال ۱۸۹۰ عضو مؤسس انجمن پسران انقلاب آمریکا در ناحیهٔ کلمبیا شد. برکنریج فراماسون و عضو معبد شوالیه‌های فراماسونری بود.
مادلین وی. پولارد، در سال ۱۸۹۳ به‌خاطر نقض وعده‌اش در ازدواج با وی علیه برکنریج دعوی باز کرد. محاکمه یک شور و هیجان ملی بود؛ افشای خیانت برکنریج و دفاع ضعیف وی در برابر اتهام نقض تعهد، سبب باخت دعوی شد که به پایان زندگی سیاسیش منجر شد.
برکنریج در سال ۱۸۹۶ در یک تکت ائتلافی نیرومند برای عضویت در کنگره نامزد شد اما شکست خورد. بعد از این شکست از طرف روزنامهٔ لکسینگتون مورنینگ هرلاد نویسندهٔ سرمقاله تعیین شد.
برکنریج در کنوانسیون نوامبر سال ۱۹۰۱ فدراسیون کار در لکسینگتون سخنرانی شیوای بیان نمود که در این سخنرانی از محاسن و مزیت‌های شش روز کار در هفته تمجید کرد، با اعتصابات خشونت‌بار مخالفت نمود و مذاکرات را تشویق نمود. روز بعد جیمز دی. وود، معاون رئیس گروه مسئولیت کنوانسیون را به‌عهده گرفت و در تصویب قطعنامه‌های کمک کرد که برکنریج آن را «دشمن سازمان‌های بازرگانی و کار ایالت» نامید. مجادلهٔ که در پی آن پدیدار گشت، سبب انشعاب در عضویت فدراسیون شد.

## دیدگاه‌ها در مورد برابری نژادی
برکنریج بعد از جنگ داخلی نظریاتی که سبب مبارزهٔ او برای کنفدراسیون شده بود را ترک نمود و طرفدار برابری نژادی شد.
برینریج گفت: هرچه زودتر آمریکایی‌ها خود را از شر نژادپرستان ظالم خلاص نمایند، «به زودی متوجه خواهند شد که نهادهای شان در خطر قرار ندارد، تمدن آن‌ها در خطر نیست و این‌که سلطهٔ سیاسی بلامنازع دایمی و عملی آن‌ها از بین نخواهد رفت». برکنریج به امید این‌که یک روزی «تمامی نژادها از آزادی مشترکی که توسط قانون امپراتوری تضمین شده باشد، برخوردار شوند»، با آزمون سواد و سایر ابزارهای سلب حق رأی سیاه‌پوستان مخالفت کرد.
به عنوان سردبیر روزنامهٔ آبزرفر و ریپورتر در سال ۱۸۶۶ الی ۱۸۶۸، برکنریج از لغو محدودیت‌ها بر شهادت سیاه‌پوستان حمایت نمود. برکنریج و سایر افراد «عزیمت جدید» بر این عقیده بودند که به رسمیت شناختن حق مدنی کامل سیاه‌پوستان شامل حق شهادت علیه سفیدپوستان، پیش‌شرط ترقی و پیشرفت است. برخلاف معمول آن‌ها پیشنهاد کردند که این کار را از طریق حزب دموکرات به انجام برسانند که در این زمان از برتری نژادی سفیدپوستان حمایت می‌کرد.
برکنریج به‌عنوان یک وکیل از سیاه‌پوستان در دادگاه وکالت می‌کرد. زمانی‌که یک مرد سیاه‌پوست شهرستان فرانکلین به قتل یک شهروند سرشناس که گروهی مردم را برای گرفتاری وی رهبری کرده بود، مجرم شناخته شد، برکنریج برای گرفتن عفو تلاش می‌کرد. برکنریج در سال ۱۸۶۹ کاندیدا دادستان ایالتی در شهرستان بویل شد و مسئله شهادت موضوع اصلی کمپین انتخاباتی او بود. برکنریج قصد داشت شهادت سیاه‌پوستان را در همه پرونده‌ها بپذیرد و شهرستان فایت را به‌عنوان نمونهٔ تأیید کرد تا تمامی ایالت باید از آن پیروی نماید.
برکنریج به عنوان عضو مجلس نمایندگان ایالات متحده از کمیسر کار درخواست نمود تا یک کارمند سیاه‌پوست اداره سرشماری را که ترس داشت به دلیل نژاد از کار اخراج شود، در شغلش ابقا نماید.
برکنریج از بوکرت. واشینگتن و دبلیو. ای.بی. دیو بویس ستایش کرد. وی با مقایسه با کتاب برخاستن از بردگی اثر بوکر تی. واشینگتن با کتاب ارواح مردمان سیاه‌پوست اثر دیوبویس، هر دو کتاب را «خدمات قابل توجه» به ادبیات خواند و روح را «مهم‌ترین و برجسته‌ترین عبارتی نامید که تا آن‌زمان توسط یک سیاه‌پوست نشر شده بود». وی هر دو کتاب و هر دو مرد را به خوانندگانش توصیه نمود.
یک حقوق‌دان جوان سیاه‌پوست در طول مشکلات سال ۱۸۹۴ به برکنریج کمک کرد و خاطرنشان ساخت که او «مردان جوان رنگین‌پوستان» را در حرفهٔ وکالت شان کمک نموده بود. برکنریج آیندهٔ بهتری را برای روابط نژادی پیش‌بینی کرد: «موانع برداشته خواهد شد، تعصبات محو خواهد شد، برتری‌های طبقاتی زدوده خواهد شد. نه به یک‌بارگی، نه در عصر ما؛ نه بدون مبارزه نفس‌گیر؛ نه بدون شجاعت و قربانی، اما آهسته آهسته، یقیناً روز قوی‌تر می‌شود؛ خورشید به سمت ظهر بهتر و غروب سرور طلوع می‌نماید». وی با تقلید از پدرش نوشت: «سیاه‌پوست یک انسان است و نژاد در وحدت ذاتی خود یک نژاد است». تمام بشر از یک خون ساخته شدند.

## خانواده و مرگ
برکنریج در سال ۱۸۵۹ با لئوسیا کلی ازدواج کرد. در سال ۱۸۶۱ با ایسا دشا ازدواج نمود؛ این دو، والدین سوفونیسبا برکنریج، دشا برکنریج و رابرت جفرسون برکنریج بودند. در سال ۱۸۹۳ با لئوسی اسکات وینگ ازدواج نمود. در سال ۱۸۹۳ مادلین پولارد به دلیل نقض وعده ازدواج، علیه وی شکایت کرد. برکنریج در مبارزه دادگاه ماه‌های بعدی بازنده شد و مدت کوتاهی پس از آن در انتخاب مجدد به کنگره شکست خورد.
برکنریج در ۱۸ نوامبر سال ۱۹۰۴ درگذشت و در قبرستان لکسینگتون به خاک سپرده شد.